# Disney's Magical Quest (spelserie)
Disneys Magical Quest är en dator- och TV-spelserie som tillverkats av Capcom. Man kan spela som Musse Pigg, Mimmi Pigg eller Kalle Anka i spelet. Man måste besegra Svarte Petter och hans skapelser. Spelen följer samma form, man ska hoppa på fienden, ta tag i dem eller i block, och kasta dem på andra fiender.
Man kan byta kläder, eller dräkter, för att få specialkrafter. Man kan dessutom utöka sin egen hälsa genom att plocka upp nya hjärtan, och man kan köpa saker för specialmynt som man samlar på sig.

## Spel

### Disney's Magical Quest: Starring Mickey Mouse
Den första Magical Quest släpptes för Super Nintendo i slutet av 1992. Spelet går ut på att rädda Pluto, Musses hund, som blivit kidnappad av den onde kejsaren Svarte Petter. Med hjälp av en trollkarl ska Musse på något sätt få stopp på Petter.
Till skillnad från uppföljarna måste man klara spelet på sin första runda. Om man dör så måste man börja om.
Musse använder sig av olika dräkter, såsom brandmansuniform, bergsklättrarkläder och en magisk kostym. Magi och vatten måste tankas om genom ammunitionen som hittas i spelet.
Spelet gjordes om för Game Boy Advance år 2002, under titeln Disney's Magical Quest Starring Mickey and Minnie. Spelet är nästan identiskt, förutom att man nu kan spela som Mimmi Pigg.

### Disney's Magical Quest 2: Starring Mickey and Minnie
Originaltiteln var The Great Circus Mystery Starring Mickey and Minnie, och släpptes även den till Super Nintendo och Game Boy Advance. Det är det enda Magical Quest-spel som släpptes till Sega Mega Drive. Här kan man spela både som Musse och Mimmi Pigg. De båda måste lista ut varför cirkusen attackerades av den onde Svarte Petter.
Om man spelar som två spelare spelar man samtidigt istället för varannan gång, som i första spelet.
Både Musse och Mimmi är identiska i spelet, och kostymerna varierar lite.
Som kostymer finns det en "dammsugardräkt", som kan fånga fienden och förvandla den till mynt, en klättrardräkt som man kan använda för att klättra på väggarna med, och en cowboydräkt med pistol som man skjuter korkar med. Kostymerna kan uppgraderas i olika affärer som finns i spelet.

### Disney's Magical Quest 3: Starring Mickey and Donald
Det tredje och sista spelet i trilogin. Det släpptes till Super Famicom, men kom ut så pass sent att man inte släppte spelet utomlands förrän Game Boy Advance skapades. Spelet handlar om hur Knatte, Fnatte och Tjatte gömmer sig för Kalle Anka på vinden, och de hittar en magisk bok. De fastnar i boken, som kontrolleras av den onde kung Petter. Musse och Kalle måste nu rädda ankungarna och sätta stopp för Svarte Petter en sista gång.
Spelet liknar Magical Quest 2, men med flera nya egenskaper. En av dem är att få spela bonusspel som är gömda på banorna.
Kostymerna ser också annorlunda ut på Musse och Kalle. Kostymerna denna gång är en riddardräkt, en klätterdräkt och en magisk dräkt.